# 東湖 (南昌)

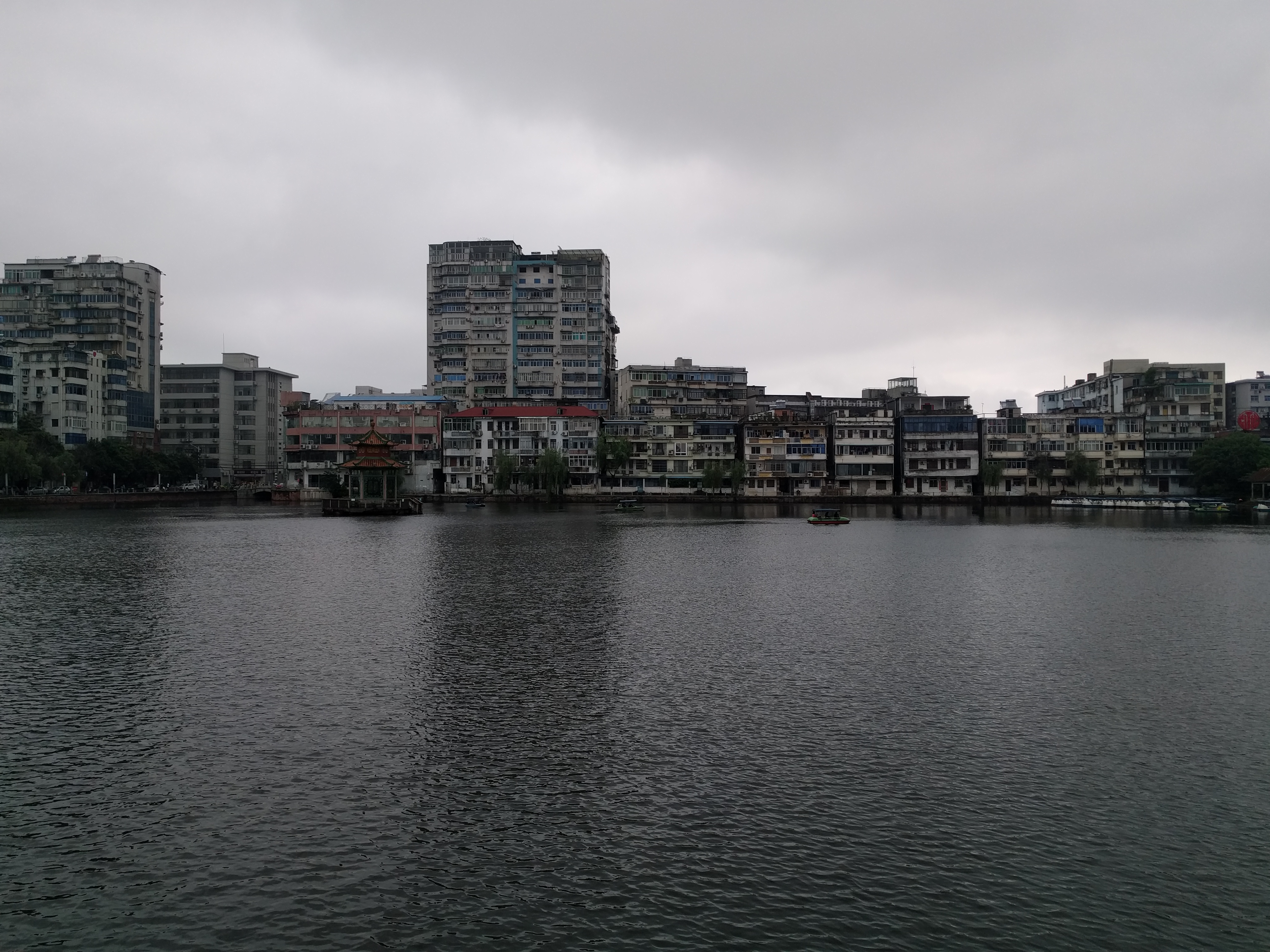
南昌东湖

東湖位於南昌城區的正中心，湖泊面積達13公頃。唐朝以來東湖便已成名，為豫章十景之一。明代之後，東湖被劃分為東、西、南、北四湖，湖湖之間有橋相連。東湖中有三座小島，俗稱「三洲」，即百花洲。目前東湖湖面上有九曲橋、百花橋及海成堤（或稱「蘇翁堤」）等橋堤，湖洲上還有「水木清華」館、中山亭，百花洲亭，蘇圃和文物廣場等名跡。